# 구인류의 탈아프리카 확장
자연인류학에서 구인류의 탈아프리카 확장(Early expansions of hominins out of Africa)은 인류의 기원에 대한 사실중 하나로, 구인류가 아프리카 밖으로 확장된 사건이다. 호모 에렉투스는 아프리카 내외에 거주했으며 데니소바인, 네안데르탈인 등은 확장된 구인류가 진화한 종이다. 현생 인류의 아프리카 기원(Out of Africa II)와 대비되어 Out of Africa I이라고 불린다. 

## 경로
수에즈 지협 등을 포함하는 레반트 회랑, 예멘과 아프리카 사이의 바브엘만데브 해협이 유력한 이주 경로이다. 지브롤터 해협을 통한 이주도 일어났을 가능성이 있으며 시칠리아 해협을 통한 이주는 이뤄졌을 가능성이 낮다.

## 같이 보기
- 인류의 진화
- 아슐 문화
- 미토콘드리아 DNA
- 하플로그룹
- 다지역 기원설
- 현생 인류의 아프리카 기원
- 구인류와 현생인류의 혼혈